# Gransasso
Gransasso är en sjö i Antarktis. Den ligger i Östantarktis. Nya Zeeland gör anspråk på området. Gransasso ligger 86 meter över havet.